# Micar
Micar (* in Saarbrücken, bürgerlich Carsten Michel) ist ein deutscher DJ und Musikproduzent.

## Karriere
Micar wuchs in Buchholz in der Nordheide auf. und lebt heute in der Nähe von München.
Von 1999 bis 2001 war er bei Radio Energy 97.1 in Hamburg tätig. Im Anschluss war er als Formel 1 Reporter weltweit unterwegs und hat für viele deutsche Radiosender von den Rennen berichtet. Von 2002 bis 2006 arbeitete er bei Radio Energy 93.3 in München. 2006 machte er sich als DJ und Redakteur selbstständig, arbeitete weiterhin beim Radio und im TV-Bereich.
Im November 2014 veröffentlichte er seine Debüt-Single Waiting for the Night. Die zweite Single This Time It’s My Life, die ein Sample von Bitter Sweet Symphony (The Verve) enthält, stieg in die polnischen Airplaycharts und die deutschen Singlecharts ein. Mit Brothers in Arms (feat. Nico Santos) erreichte er die Top 3 in Polen. Den bisher größten Erfolg in den deutschsprachigen Ländern feierte er im Jahr 2017 mit der Single Burden Down, die die Top 30 in Deutschland und die Top 40 in Österreich erreichen konnte. Im Oktober 2017 erreichte die Single Goldstatus für über 200.000 verkaufte Einheiten in Deutschland. Parallel wechselte Micar vom Plattenlabel Kontor Records zu Warner Music Germany. Hier erschien im Februar 2018 seine Single Secrets.
Als DJ war er Supportact der Can’t Stop The Hardcore Tour von Scooter und spielte auch weitere Gigs im Vorprogramm der Gruppe.
Seit 5. Oktober 2020 ist Michel bei dem neu gestarteten bundesweiten Radiosender Absolut TOP als Moderator tätig.

## Diskografie

### Singles
- 2014: Waiting for the Night (VGP)
- 2015: This Time It’s My Life (Kontor Records)
- 2015: Brothers in Arms (feat. Nico Santos) (Kontor Records)
- 2016: Sleep Alone (Kontor Records)
- 2017: Burden Down (Kontor Records)
- 2018: Secrets (Warner Music Germany)
- 2019: It’s Only Love (Warner Music Germany)
- 2019: Rise Again (mit JASH & BoyBoyBoy) (Raison Music)
- 2020: Life Is Beautiful (mit Micar & Jash, Syellow)
- 2021: One to Make Her Happy (mit Prince Damien)

## Belege
1. ↑  Chartquellen: DE AT
2. ↑  Auszeichnungen für Musikverkäufe: DE
3. ↑  Dominic Wimmer: Musik: Mit dem Nussknacker auf in die Charts. In: augsburger-allgemeine.de. 20. Oktober 2019, abgerufen am 26. Februar 2024.
4. ↑  https://www.facebook.com/carsten.michel
5. ↑  https://www.radiowoche.de/der-2-dab-bundesmux-ist-gestartet